# Столбово (Кесовогорский район)
Столбово — деревня в Кесовогорском районе Тверской области, входит в состав Кесовского сельского поселения.

## География
Деревня находится в 7 км на юго-запад от райцентра посёлка Кесова Гора. На северо-западе находится деревня Ильинское, на юго-востоке деревня Столбовская Горка.

## История
В 1803 году в селе была построена каменная Христорождественская церковь с 3 престолами, метрические книги с 1770 года. 
В конце XIX — начале XX века село входило в состав Матвеевской волости Кашинского уезда Тверской губернии. 
С 1929 года деревня являлась центром Столбовского сельсовета Кесовогорского района Бежецкого округа Московской области, с 1935 года — в составе Калининской области, с 1994 года — в составе Кесовского сельского округа, с 2005 года — в составе Кесовского сельского поселения.

## Население
| 1859 | 1889 | 2002 | 2010 |
| ---- | ---- | ---- | ---- |
| 281  | ↘243 | ↘67  | ↘62  |